# Lisove, Mirhorod
Lisove (în ucraineană Лісове) este un sat în așezarea urbană Komîșnea din raionul Mirhorod, regiunea Poltava, Ucraina.

## Demografie
Componența lingvistică a localității Lisove
     Ucraineană (66,67%)
     Rusă (33,33%)
Conform recensământului din 2001, majoritatea populației localității Lisove era vorbitoare de ucraineană (66,67%), existând în minoritate și vorbitori de rusă (33,33%).